# Реотаксис
Реотаксис (от греч. rheos — течение, поток и taxis — расположение) — это свойство живых организмов двигаться в направлении, противоположном току жидкости.
В первую очередь, свойственно рыбам, тем не менее, присуще также некоторым низшим растениям (плазмодиям миксомицетов или слизевиков), одноклеточных животных, хотя в настоящее время наличие реотаксиса доказано только на примере плазмодиев миксомицетов, так как они движутся по субстрату против течения воды, по направлению к её источнику. Полагают, что клетки ориентируются по сдвиговому напряжению, возможно, с участием гравитационных сил.

## Примеры
- Планарии плывут против направления потока жидкости.
- Дневные и ночные бабочки летят против направления ветра.
- Сперматозоиды обладают способностью к реотаксису.